# تشاه شور عليا (فارس)
تشاه شور عليى (بالفارسية:چاه‌شور علیا، كما يُكتب بالتهجئة اللاتينية Chāh Shūr-e Olyā أيضاً معرفة باسم Chāh Shūr-e Shomālī) هي قرية إيرانية تقع في قسم لامرد الريفي في البلدة المركزية في مقاطعة لامرد، محافظة فارس، إيران. بلغ عدد سكانها حسب تعداد عام 2006 حوالي 20 نسمة يشكّلون 4 أسرة.